# Suquamish

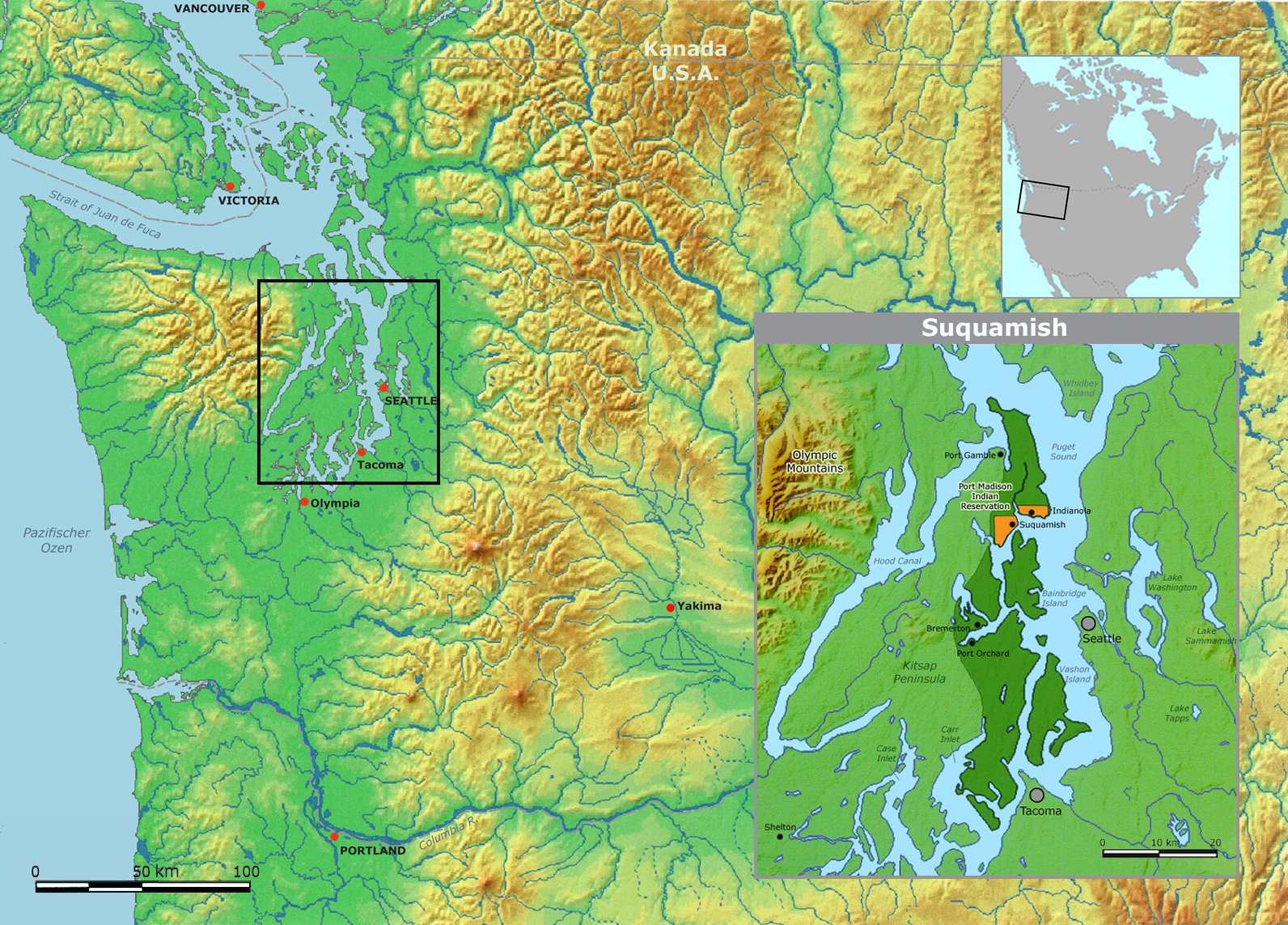
Traditionelles Territorium der Suquamish und heutige Reservation im Nordwesten der USA

Die Suquamish sind ein Indianerstamm, der im heutigen US-Bundesstaat Washington lebt. Sein offizieller Name lautet Suquamish Tribe, Port Madison Reservation, Washington, da rund 500 von ihnen im gleichnamigen Reservat leben. Von den 950 Stammesmitgliedern lebt heute die Hälfte außerhalb des Reservats in den Nachbarorten Sequim, Bremerton, Port Orchard, aber auch in Seattle auf der anderen Seite des Meeresarms und in Tacoma. 
Kulturell gehören die Suquamish zu den Küsten-Salish und sie sprachen einen dem Lushootseed zuzurechnenden Dialekt. Der bekannteste Abkömmling des Stammes dürfte Häuptling Seattle sein, der der größten Stadt Washingtons den Namen gab. Er wurde um 1786 auf Blake Island geboren. Sein Vater war ein Häuptling der Suquamish, seine Mutter gehörte den Duwamish an.
Der Name „Suquamish“ leitet sich von einem Dorf an der Agate Passage auf der Kitsap-Halbinsel, nahe der heutigen Stadt Suquamish ab. Das Wort „d'suq'wub“ bedeutet „klares Wasser“. Die ostwärts, auf der anderen Seite des Puget Sound, lebenden Snohomish nannten sie das „gemischte Volk“.

## Geschichte

### Frühgeschichte
Die Suquamish waren, wie die meisten Küsten-Salish, nur im Winter ortsfest. Sie lebten zwischen Gig Harbor und Appletree Cove, zwischen Hood Canal und Admiralty Inlet und südwärts bis zu den Case und Carr Inlets, dazu auf den Inseln Blake Island, Bainbridge Island und Whidbey Island. Zwischen Hood Canal und Admiralty Inlet standen drei Dörfer mit Langhäusern, die, wie das Ole Man House bis zu 160 m lang und 30 m breit sein konnten. Hier lebten im Winter fast alle Suquamish. Weitere Dörfer bestanden bei Point Bolin, Poulsbo, Silverdale, Chico, Colby, Olalla, Point White, Lynwood Center, Eagle Harbor, Port Madison und am Battle Point.
Wie bei den meisten Stämmen der Küsten-Salish, so waren die Grenzen zwischen den Gruppen sehr durchlässig, es bestanden enge Verwandtschaftsbeziehungen und die Hausgruppen waren weitgehend autonom. Um 1825 stieg allerdings Kitsap zu einer Art Oberhäuptling auf, der eine Koalition der Stämme am Puget Sound gegen die Raubzüge der Cowichan führte. 
Ein umfangreicher Handel mit Waltran, Muscheln, Lachs, Decken und Körben reichte bis nach Vancouver Island und nach Oregon. Dies hing nicht nur mit den engen Kontakten der Salish-Gruppen untereinander zusammen, sondern auch damit, dass die Suquamish auf Land lebten, das keine großen Lachswanderungen aufwies, wie sie andernorts jährlich auftraten und für reiche Wintervorräte sorgten. Daher mussten sie schon sehr früh weit ausschwärmen, um Fische fangen zu können.

### Erste Kontakte mit Europäern, nördliche Sklavenjäger, Vertrag mit den USA, Reservat
1792 kam es zum wohl ersten Kontakt mit Europäern, als George Vancouver die Region erforschte und auf Bainbridge Island Kontakt mit Suquamish aufnahm. Der Vater von Häuptling Seattle, Schweabe, war in Kriege mit den Chimakum verwickelt, die nach der mündlichen Überlieferung das Suqamish-Land besetzen wollten. Die Suquamish ihrerseits versuchten das Land der Duwamish zu erobern.
1833 errichtete die britische Hudson’s Bay Company Fort Nisqually als Handelsposten. Über diese Verbindung kamen um 1840 katholische Missionare zu den Suqamish. 1844 schätzte man ihre Zahl auf 525, zwei Zählungen im Jahr 1856 ergaben 441 und 509. Mit dem Oregon Donation Land Claim Act öffnete der Kongress zwangsweise alles Indianerland in der Region für weiße Siedler. Bald entstanden Sägemühlen, wie in Port Madison, Port Gamble und Port Blakely, die den ursprünglich dichten Wald lichteten.
Die Suquamish mussten ihr Land im Vertrag von Point Elliott am 22. Januar 1855 abtreten. Ihr Häuptling und sechs Unterhäuptlinge – in der Diktion der Amerikaner – unterzeichneten den Vertrag. Sie wurden als Stamm anerkannt und erhielten ein Reservat, die Port Madison Indian Reservation nahe ihrem Winterdorf am Agate Pass. Das Reservat umfasste 7.284,48 Acre. Es wurde häufig „Fort Kitsap Reservation“ genannt, obwohl dieser es ablehnte, dort zu leben, aber auch „Seattle Reservation“. 
5.909,48 Acre wurden 39 Indianern als Privatbesitz zugewiesen. Die übrigen 1.375 Acre wurden nicht privatisiert. Die geringfügige Unterstützung durch die Regierung genügte nicht, um ein Leben im Reservat zu ermöglichen, so dass viele von ihnen Arbeit außerhalb suchen mussten. Zudem schützte die Regierung sie nicht vor Raubzügen der Haida und anderer nördlicher Stämme, die mit ihren Kanus den Pazifik befuhren und hier leichte Beute machten. Gegen diese Art von Sklavenjagd wehrten sich die Suquamish und griffen 1859 eine Haidagruppe am Westufer von Bainbridge Island an.
Langfristig viel gravierender waren die Verkaufsfahrten der so genannten whiskey peddler, die den Indianern Schnaps und Whiskey verkauften. Im Oktober 1862 griffen Headmen, erbliche Führer, ein solches Boot an.

### Industrialisierung, Privatisierung, Assimilierungsversuche
Mit der wachsenden Zahl an Sägemühlen rund um den Puget Sound arbeiteten auch immer mehr Suquamish bei Weißen. Sie wurden anfangs mit Blechgeld bezahlt.
Am 24. Oktober 1864 legte der Kongress die Reservatsgrenzen neu fest. Der so genannte Indianola Tract, durch eine schmale Wasserstraße vom Reservat getrennt, wurde dem Gebiet zugeschlagen. 1886 wurde begonnen, das Land an Einzelbesitzer zu vergeben, und damit das Stammesgebiet aufzulösen. 1904 wurde das Dorf um Ole Man House, das in den 1870er Jahren auf Anweisung eines Indianeragenten niedergebrannt worden war, aufgelöst. Von 1900 bis 1920 mussten alle Kinder die Indian Boarding Schools besuchen, in denen der Gebrauch ihrer Muttersprache untersagt war.

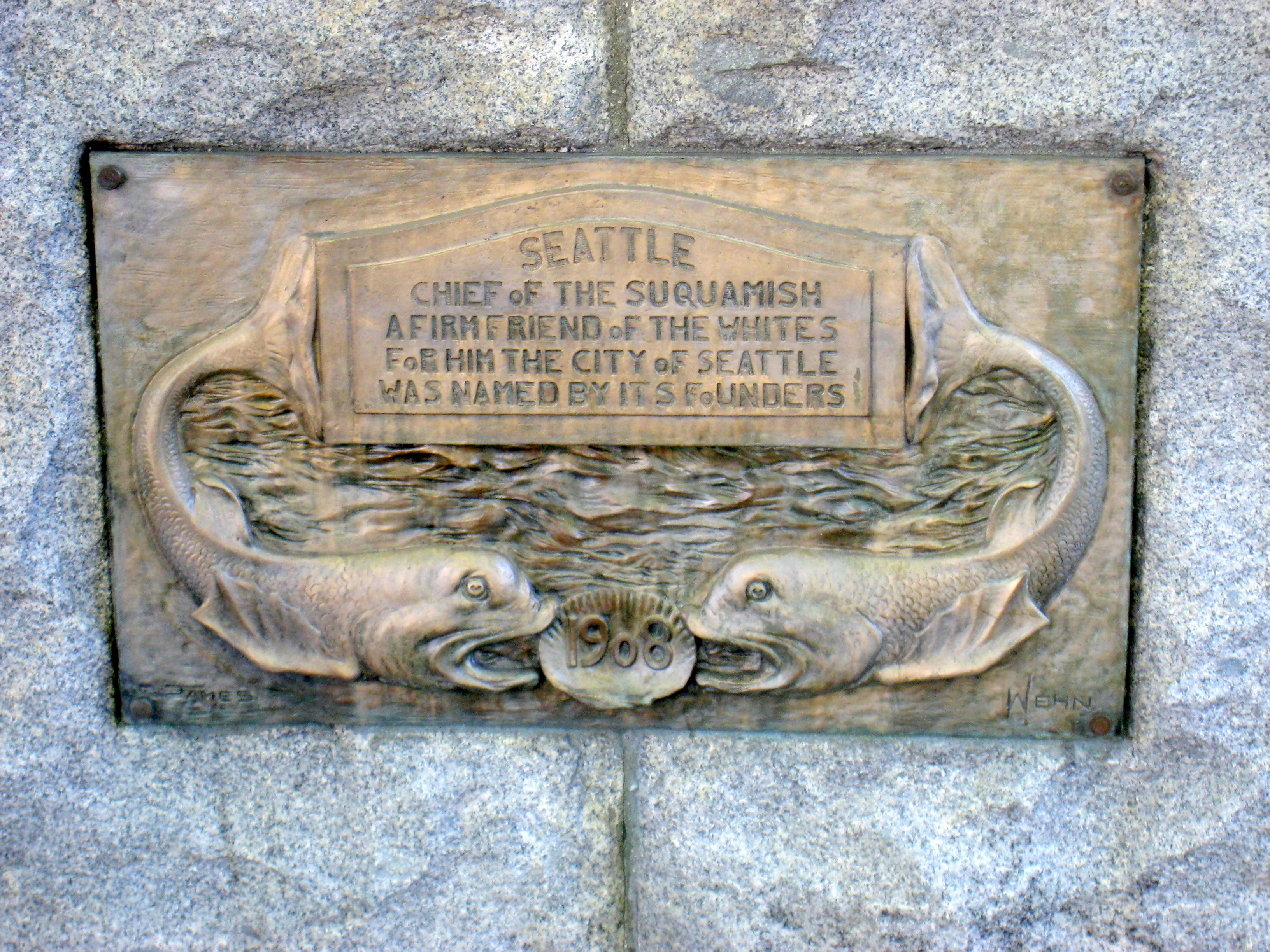
Tafel für Chief Seattle in Seattle, James Wehn 1912

1909 zählte man nur noch 180 Stammesmitglieder, von denen sich viele gezwungen sahen, ihr Land zu verkaufen. 1980 lebten über 800 Nichtindianer im Reservat, weitere 2.500 in der Nachbarschaft. Anfang des 20. Jahrhunderts wurde das Dorf Suqua gekauft und zu einer Militärbasis umgebaut. Die Suquamish, nun verstreut in einzelnen Häuser, weigerten sich, Bauern zu werden und lebten weiterhin von Fischfang und Gelegenheitsarbeiten. Um 1920 beherrschten weiße Fischunternehmen jedoch auch diese Branche.

### Selbstregierung
Am 23. Mai 1965 gab sich der Stamm eine Verfassung. Seitdem leitet ein siebenköpfiges Gremium seine Angelegenheiten. Wie viele Indianerstämme, so beanspruchten auch die Suquamish die Gerichtsbarkeit auf ihrem Reservatsgebiet, doch 1978 wies der Kongress diese Forderung im Fall Oliphant vs. Suquamish Tribe zurück und machte das Recht auch Nichtindianer zu bestrafen von der ausdrücklichen Genehmigung durch den Kongress abhängig.
Gegenüber der Indian Claims Commission konnte der Stamm – einer von 11 Stämmen der Region, die klagen – durchsetzen, dass Kompensationen für die Abtretung traditionellen Gebietes durch den Vertrag von Point Elliott gezahlt wurden. So erhielt er für 87.130 Acre Land, abzüglich der 1.280 für das Reservat, eine Kompensation von 78.500 Dollar nach dem Wert von 1859 zugesprochen. Die Suquamish erhielten, entsprechend ihrem Anteil am Land 42.170,49 Dollar.

## Heutige Situation
1977 eröffnete der Stammesrat ein Büro, das Kulturprogramme durchführte. 1980 wurde ein Stammeszentrum fertiggestellt, nachdem im Jahr zuvor das bereits errichtete abgebrannt war. 1985 eröffnete der Stamm als zweiter in den USA ein eigenes Museum, das Suquamish Museum & Cultural Center. Dort finden sich neben 123 Artefakten über 9.300 Fotos. 2009 soll ein neues Museum fertig werden, das die Küsten-Salish-Ausstellung des National Museum of the American Indian beherbergen soll. Im August finden jedes Jahr die Chief Seattle Days statt.
1985 hatte der Stamm 577 Mitglieder, 2008 etwa 950. Von dem ursprünglichen Reservat waren 1985 nur noch 2.849,42 Acre im Besitz des Stammes. Einige Suquamish arbeiteten in der Fischindustrie, andere im nahe gelegenen Werk für Atom-U-Boote (Trident). Ein erheblicher Teil von ihnen arbeitet inzwischen in der Verwaltung des Stammes und in Kasinos.

## Film
- Lands in the Sky Story Pole (WMV; 27,9 MB)